# Elisa Beni
Elisa Beni Uzabal (nascida em 31 de julho de 1965) é uma jornalista espanhola. Quando assumiu El Faro de Ceuta aos 23 anos, tornou-se a diretora de jornal mais jovem da Espanha.

## Biografia
Elisa Beni é licenciada em Ciências da Informação pela Universidade de Navarra . Trabalhou em La Voz de Almería, La Razón, revista Época e foi editora-chefe do extinto jornal Diario 16 . Foi diretora das estações Cadena SER e colaboradora regular do programa de Julia Otero em Onda Cero, Julia en la onda, bem como programas de televisão como Las mañanas de Cuatro, Al rojo vivo, Más vale tarde, La Sexta noche (em laSexta ), e Madrid al Día (em Telemadrid ).
Em 2001 casou-se pela segunda vez, com o juiz Javier Gómez Bermúdez da Audiência Nacional . Eles se divorciaram em abril de 2014.
Em 2004 foi nomeada diretora de comunicação do Superior Court of Justice of Madrid, cargo do qual foi demitida em 2008 "por perda de confiança" após a publicação, em novembro de 2007, do livro La soledad del juzgador, sobre como seu marido, juiz de instrução de o caso 11-M, tratou do processo judicial.
Em junho de 2014 publicou um romance, Peaje de libertad.

## Publicações selecionadas
- Levantando el velo. Manual de periodismo judicial (2006) CIE Inversiones Editoriales Dossat-2000, SL,ISBN 9788496437395 – com Javier Gómez Bermúdez
- La soledad del juzgador (2007) Editorial Planeta ,ISBN 9788484606833
- Peaje de libertad (2014) Espasa ,ISBN 9788467042016
- La Justicia sometida (2015) Los Libros de la Catarata,ISBN 9788490970249
- Pisa mi corazón (2017) Editorial Almuzara,ISBN 9788417044435 [7]